# Cut (Golden Earring)
Cut is het zestiende studioalbum van de Nederlandse rockgroep Golden Earring uit 1982.
Met Cut beleefde Golden Earring in 1982 zijn grote comeback. Met name de innovatieve productie van Shell Schellekens liet een duidelijk verschil horen met de voorgaande platen. De ongepolijste rock had plaatsgemaakt voor een meer poppy geluid, zoals in Baby Dynamite, Last of the Mohicans, Lost and Found en Chargin' Up My Batteries. Mede hierdoor en door de eigentijdse productie werd Cut de succesvolste elpee sinds Moontan uit 1973. Twilight Zone werd de eerste single en werd een nummer 1-hit in Nederland en een toptien hit in de Verenigde Staten.
Street choirs op hitsingles Twilight Zone & The Devil Made Me Do It (album Cut) door:
- Steve Clisby (American Gypsy) - backup vocals
- Omar Dupree (American Gypsy) - backup vocals
- Evert Nieuwstede (Urban Heroes) - backup vocals

Golden Earring bedankt American Gypsy & Evert Nieuwstede op album Cut (inner sleeve-LP & booklet-CD)

## Nummers
1. The Devil Made Me Do It (3:20)
2. Future (5:20)
3. Baby Dynamite (5:10)
4. Last of the Mohicans (4:40)
5. Lost and Found (3:55)
6. Twilight Zone (7:55)
7. Chargin' Up My Batteries (4:15)
8. Secrets (4:00)

Discografie